# Harkishan Singh Surjeet
Harkishan Singh Surjeet (Jalandhar, 23 de marzo de 1916 – 1 de agosto de 2008) era un líder comunista de la India. Surjeet era originario de Punjab. Llegó a ser secretario general del Partido Comunista de la India (Marxista) entre 1992 y 2005. Fue uno de nueve miembros del primer politburó del PCI(M), fundado en 1964.
Alunque llevó un turbante sije a lo largo de toda su vida, Surjeet era ateo.